# John Woodward (Naturforscher)

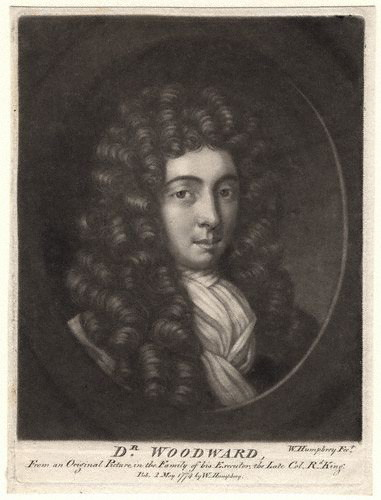
John Woodward

John Woodward (* 1. Mai 1665 in Derbyshire/England; † 25. April 1728 in London) war ein englischer Naturhistoriker, Geologe und Arzt.

## Leben und Wirken
Woodward studierte an der Universität Cambridge Medizin und wurde dort zum Dr. med. promoviert. Ab 1693 war er Professor für Medizin am Gresham College in London, ab 1709 betrieb er eine eigene Arztpraxis.
Woodward erforschte die Geologie der britischen Inseln und formulierte eine eigene Theorie über die Entstehung der Erde. Danach sollte die Erde im Inneren aus Wasser bestehen und eine feste Kruste aufweisen. Sie war für ihn eine Ruine, die die Sintflut zurückgelassen hatte. Die Sintflut beschreibt er als die „… most horrible and portentous Catastrophe that Nature ever saw: an elegant, orderly and habitable Earth quite unhinged, shattered all to pieces, and turned into an heap of ruins: Convulsions so exorbitatant and unruly: a Change so exceeding great and violent, that the very Representation alone is enough to startle and shock a Man.“ (Natural History, S. 82).
Woodward postulierte, dass die Erde durch das Eingreifen Gottes so umgestaltet worden war, dass sie an die Bedürfnisse der sündigen Menschheit angepasst war, indem die Existenz auf der Erde so mühselig geworden sei, dass der Mensch keine Zeit mehr hatte für sündiges Treiben.
Woodward war Mitglied der Royal Society und betrieb neben seinen religiös inspirierten Spekulationen auch Forschungen als Physiologe. Er experimentierte mit Pflanzenkeimen in Wasserkultur und widerlegte die ernährungsphysiologische Hypothese van Helmonts, als er herausfand, dass die Pflanzen in Regenwasser nicht gedeihen, dagegen in Wasser, das mit Erde vermischt war, gut wuchsen, dass sie also Nährstoffe benötigten. Außerdem wies er nach, dass Pflanzen im Zeitraum von drei Monaten sechsundvierzigmal so viel Wasser abgeben, wie sie in sich selbst speichern können.
1728 errichtete Woodward testamentarisch die Stiftungsprofessur Woodwardian Professor of Geology, deren erster Lehrstuhlinhaber der Theologe Conyers Middleton von 1731 bis 1734 wurde. Das Testament bestimmte, dass die Wahl des Stipendiaten durch den Erzbischof von Canterbury, den Bischof von Ely, den Präsidenten der Royal Society, den Präsidenten der Royal Society of Physicians, den Abgeordneten der Universität Cambridge im Londoner Parlament und den Senat der Universität erfolgt.

## Schriften (Auswahl)
- Essay toward a Natural History of the earth. 1692.
- Brief instructions for making observations in all parts of the world. 1696.
- Fossils. In: John Harris: Lexicon chemicum. 1704.
- Naturalis historia teluris. 1714.
- Medicinae & Morborum Status: una cum Aetiologia Incrementi eorum in his temporibus; speciatim verò de Variolis cum Animadversionibus quibusdam in novam Purgandi in hoc Morbo Methodum ; Praemittitur Idea Naturae & Structurae Humanae: Morborum, quibus est exposita: Methodus iisdem medendi. 1720. Digitalisat
- Fossils of All Kinds Digested Into a Method. 1728.
- An Attempt Towards a Natural History of the Fossils of England. 1729.